# Peter Ristner
Peter Ristner (7 dicembre 1944 – 9 maggio 2022) è stato uno sciatore alpino svedese.

## Biografia
Peter Ristner, specialista delle prove tecniche, vinse il titolo nazionale nello slalom speciale nel 1961; in campo internazionale ottenne piazzamenti di rilievo alla Settimana internazionale di Åre 1962 (24-25 marzo), dove si classificò 16º nello slalom gigante, 7º nello slalom speciale e 9º nella combinata, e al trofeo Holmenkollen-Kandahar 1963 (Holmenkollen, 14-15 marzo), dove si piazzò 14º nello slalom gigante, 9º nello slalom speciale e 11º nella combinata. Non prese parte a rassegne olimpiche o iridate.

## Palmarès

### Campionati svedesi
- 1 oro (slalom speciale nel 1961)[1]

## Riconoscimenti
- Årets Idrottsprestationer 1961[5]